# Ricoh Open 2016
Il Ricoh Open 2016 è stato un torneo di tennis giocato sull'erba. È stata la 27ª edizione del Ricoh Open, fino al 2009 noto come Ordina Open, dal 2010 al 2012 noto come UNICEF Open e dal 2013 al 2015 noto come Topshelf Open, facente parte della categoria ATP Tour 250 nell'ambito dell'ATP World Tour 2016, e della categoria International nell'ambito del WTA Tour 2016. È stato un evento combinato sia maschile che femminile e si è tenuto all'Autotron park di 's-Hertogenbosch, nei Paesi Bassi, dal 6 a 13 giugno 2016.

## Partecipanti ATP

### Teste di serie
| Nazionalità | Giocatore     | Ranking* | Testa di serie |
| ----------- | ------------- | -------- | -------------- |
| Spagna      | David Ferrer  | 11       | 1              |
| Australia   | Bernard Tomić | 22       | 2              |
| Croazia     | Ivo Karlović  | 28       | 3              |
| Stati Uniti | Steve Johnson | 34       | 4              |
| Stati Uniti | Sam Querrey   | 37       | 5              |
| Italia      | Andreas Seppi | 38       | 6              |
| Lussemburgo | Gilles Müller | 42       | 7              |
| Francia     | Nicolas Mahut | 44       | 8              |

* Ranking al 23 maggio 2016.

### Altri partecipanti
I seguenti giocatori hanno ricevuto una wild card per il tabellone principale:
- Stefan Kozlov
- Nicolas Mahut
- Igor Sijsling

I seguenti giocatori sono passati al tabellone principale attraverso le qualificazioni:

- Ernesto Escobedo
- Lukáš Lacko
- Daniil Medvedev
- Dennis Novikov

## Partecipanti WTA

### Teste di serie
| Nazionalità | Giocatrice          | Ranking* | Testa di serie |
| ----------- | ------------------- | -------- | -------------- |
| Svizzera    | Belinda Bencic      | 8        | 1              |
| Serbia      | Jelena Janković     | 26       | 2              |
| Francia     | Kristina Mladenovic | 30       | 3              |
| Lettonia    | Jeļena Ostapenko    | 36       | 4              |
| Germania    | Laura Siegemund     | 37       | 5              |
| Stati Uniti | Coco Vandeweghe     | 43       | 6              |
| Canada      | Eugenie Bouchard    | 47       | 7              |
| Germania    | Anna-Lena Friedsam  | 48       | 8              |

* Ranking al 23 maggio 2016.

### Altre partecipanti
Le seguenti giocatrici hanno ricevuto una wild card per il tabellone principale:
- Indy de Vroome
- Dalma Gálfi
- Richèl Hogenkamp

Le seguenti giocatrici sono passate dalle qualificazioni:

- Viktorija Golubic
- Eri Hozumi
- Jovana Jakšić
- Risa Ozaki
- Elise Mertens
- Natalia Vikhlyantseva

La seguente giocatrice è entrata in tabellone come lucky loser:
- Aleksandra Krunić

## Campioni

### Singolare maschile
Nicolas Mahut ha sconfitto in finale  Gilles Müller con il punteggio di 6-4, 6.4.
- È il quarto titolo in carriera per Mahut, primo della stagione il terzo titolo a 's-Hertogenbosch e secondo consecutivo.

### Singolare femminile
Coco Vandeweghe ha sconfitto in finale  Kristina Mladenovic con il punteggio di 7-5, 7-5.
- È il secondo titolo in carriera per Vandeweghe primo della stagione.

### Doppio maschile
Mate Pavić /  Michael Venus hanno sconfitto in finale  Dominic Inglot /  Raven Klaasen con il punteggio di 3-6, 6-3, [11-9].

### Doppio femminile
Oksana Kalašnikova /  Jaroslava Švedova hanno sconfitto in finale  Xenia Knoll /  Aleksandra Krunić con il punteggio di 6-1, 6-1.